# Famille Szapáry
Szapáry (szapári, muraszombathi és széchyszigeti Szapáry en hongrois) est le patronyme d'une famille noble hongroise. Elle a donné à la Hongrie de nombreux diplomates et hommes politiques.

## Histoire
Elle tire son nom du village de Szápár, situé dans l'ancien comitat de Veszprém. Le premier ancêtre connu est György Szapáry, cité dans une charte en 1550. András Szapáry, descendant de István, fils du précédent György, est cité en 1620 comme alispán (vice-comes) du comté de Győr et gardien de la Couronne (koronaőr). Cependant, la famille est citée dès le XIVe siècle (1343) et deux de ses membres le sont en 1452 et 1483. La famille se distingue véritablement avec Péter Szapáry, fils aîné de András : militaire, il combat les Ottomans à plusieurs reprises. Il est capturé en 1657 et emprisonné durant quatre ans. Il devient ensuite alispán de Moson puis ambassadeur du comté. Il est nommé juge royal de Hongrie en 1681, est fait baron en 1690 et seigneur héréditaire de Mura-Szombat. Deux de ses fils sont élevés au rang de comte en 1722.

## Quelques membres
- comte János Péter Szapáry (1757–1815), écrivain économiste, régent de Fiume, főispán de Szerém.
- comte Antal Szapáry (hu) (1802-1883), grand officier de la Couronne comme Maître des portes et Grand écuyer, membre de la chambre des magnats, commandant, parlementaire.
- comte Géza Szapáry (1828-1898), gouverneur de Fiume, főispán de Zala, conseiller privé, grand-maître de la Cour.
- comte László Szapáry (en) (1831-1883), général hongrois qui se distingua en 1878.
- comte Fülöp Szapáry (1792-1860), chanoine, prieur crossé et mitré, archidiacre, prévôt, docteur en droit ecclésiastique.
- comte Gyula Szapáry (1832-1905), plusieurs fois ministre puis premier ministre de Hongrie (1890-1892).
- comte Lőrinc Szapáry (en) (1866-1919), diplomate, ambassadeur austro-hongrois au Chili (1912–1916).
- comte Friedrich von Szápáry (1869-1935), diplomate, ambassadeur austro-hongrois à Saint-Pétersbourg (1913–1914).
- comte László Szapáry (1864-1939), parlementaire, diplomate, gouverneur de Fiume, ambassadeur de Hongrie au Royaume-Uni (1922-1924).
- comte Pál Szapáry (1873-1917), gouverneur de Fiume, fut particulièrement connu comme fondateur de l'automobile-club de Hongrie.
- comte Pál Szapáry (1753-1825), préfet du Comitat de Hont de 1790 à 1796, il joua un rôle important dans la franc-maçonnerie
- comte István Szapáry (1829-1902), homme politique et industriel hongrois, capitaine en chef des districts de Jász-Kun, puis főispán des comitats de Pest-Pilis-Solt-Kiskun et Bács-Kiskun, chambellan KuK, véritable conseiller secret, membre héréditaire de la chambre des magnats, chevalier 1ère classe de l'Ordre de la Couronne de fer, commandeur de l'Ordre impérial de Léopold et chevalier de l'Eperon d'Or.
- comte György Szapáry (en) (né en 1938), économiste, vice-gouverneur de la Banque nationale hongroise, conseiller de Viktor Orbán, ambassadeur de Hongrie à Washington (2011-2015). Il épouse Daniéle Héléne Lucienne Winckelmans (1939-2011), une belge, dont les deux suivants:
  - comte Philippe Olivier Szapáry (1967°), docteur en pharmacie à Philadelphie.
  - comte Christophe Béla Szapáry (1969°), avocat à La Nouvelle-Orléans.

## Galerie

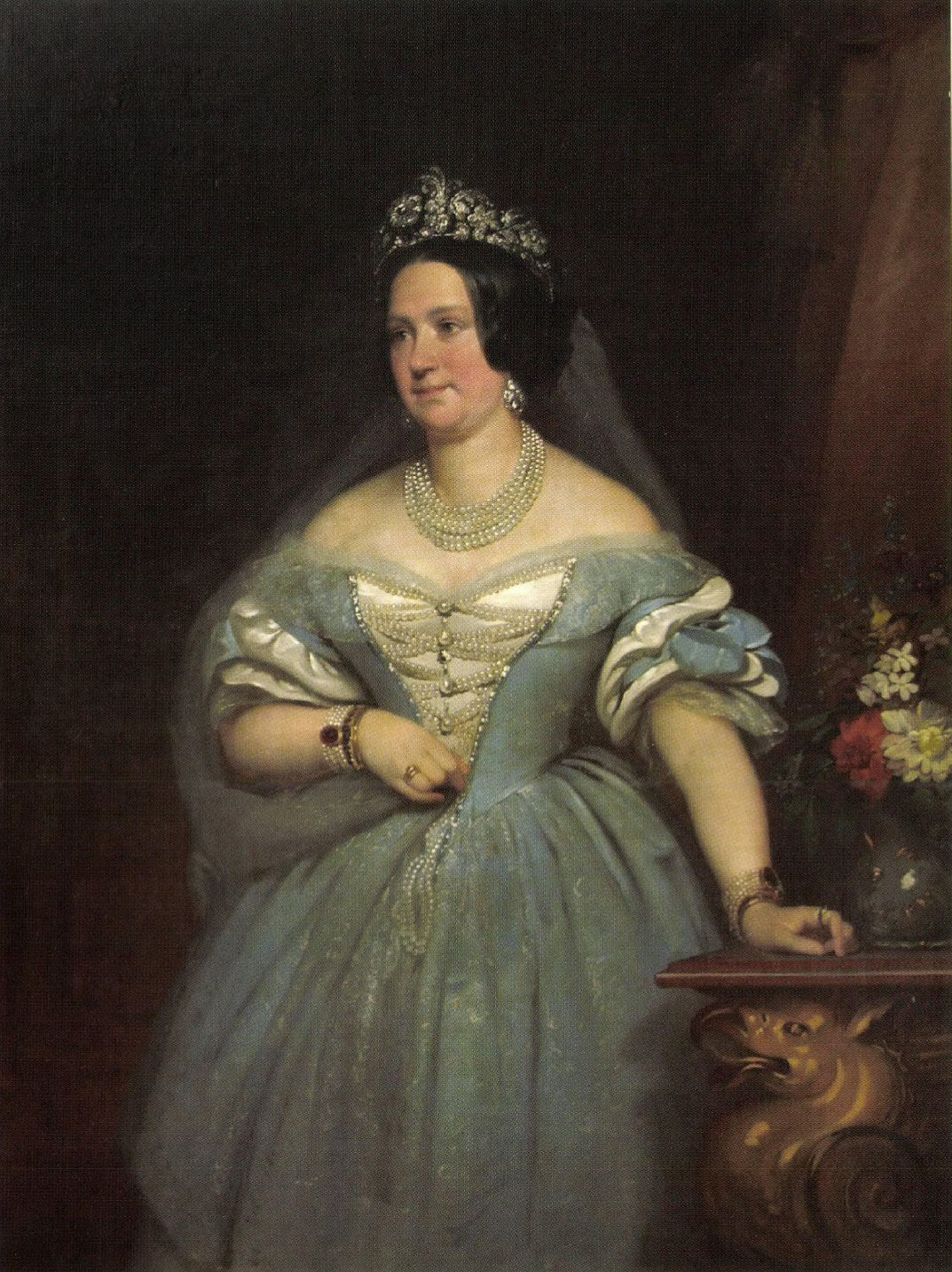
Etelka Szapáry (1798-1876) par Miklós Barabás (1838-42)
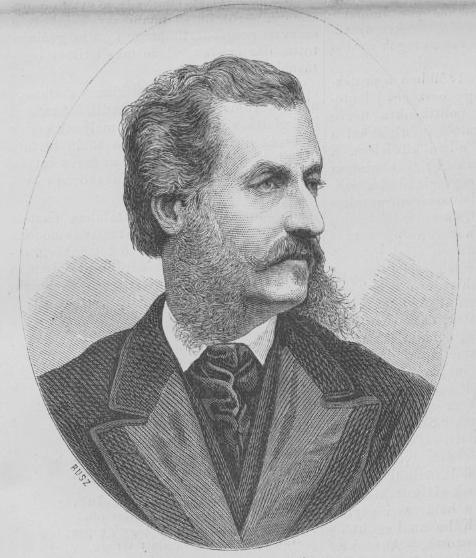
Géza Szapáry (1828-1898), conseiller, főispán, gouverneur de Fiume et des territoires de la côte croate
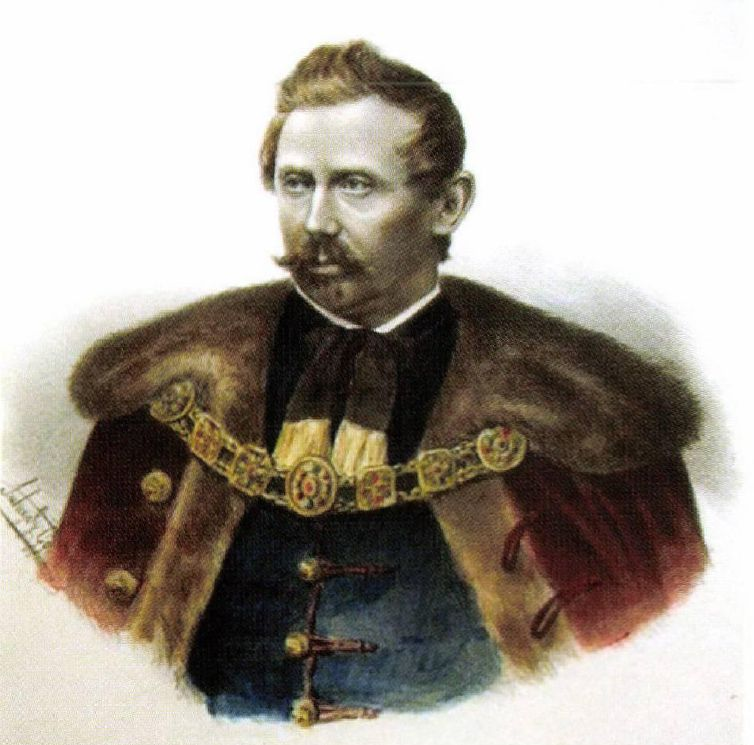
Magnat István Szapáry (1829-1902)
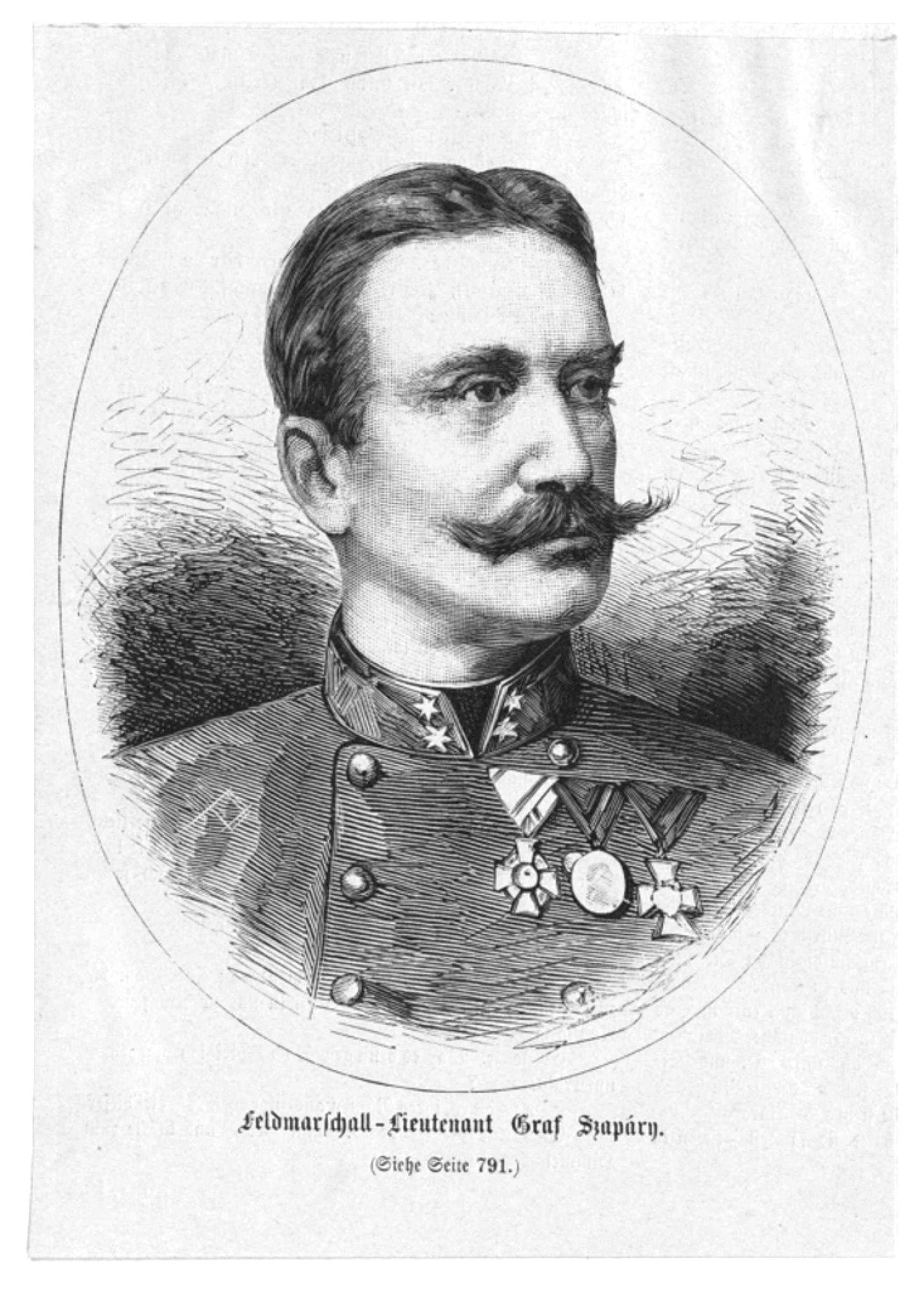
Général Laszlo Szapary (1831-1883)
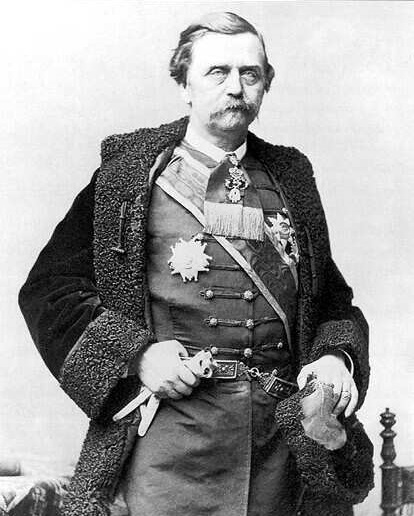
Gyula Szapáry (1832-1905), premier ministre de Hongrie
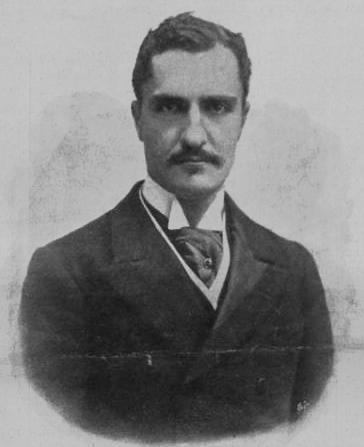
László Szapáry (1864-1939), diplomate
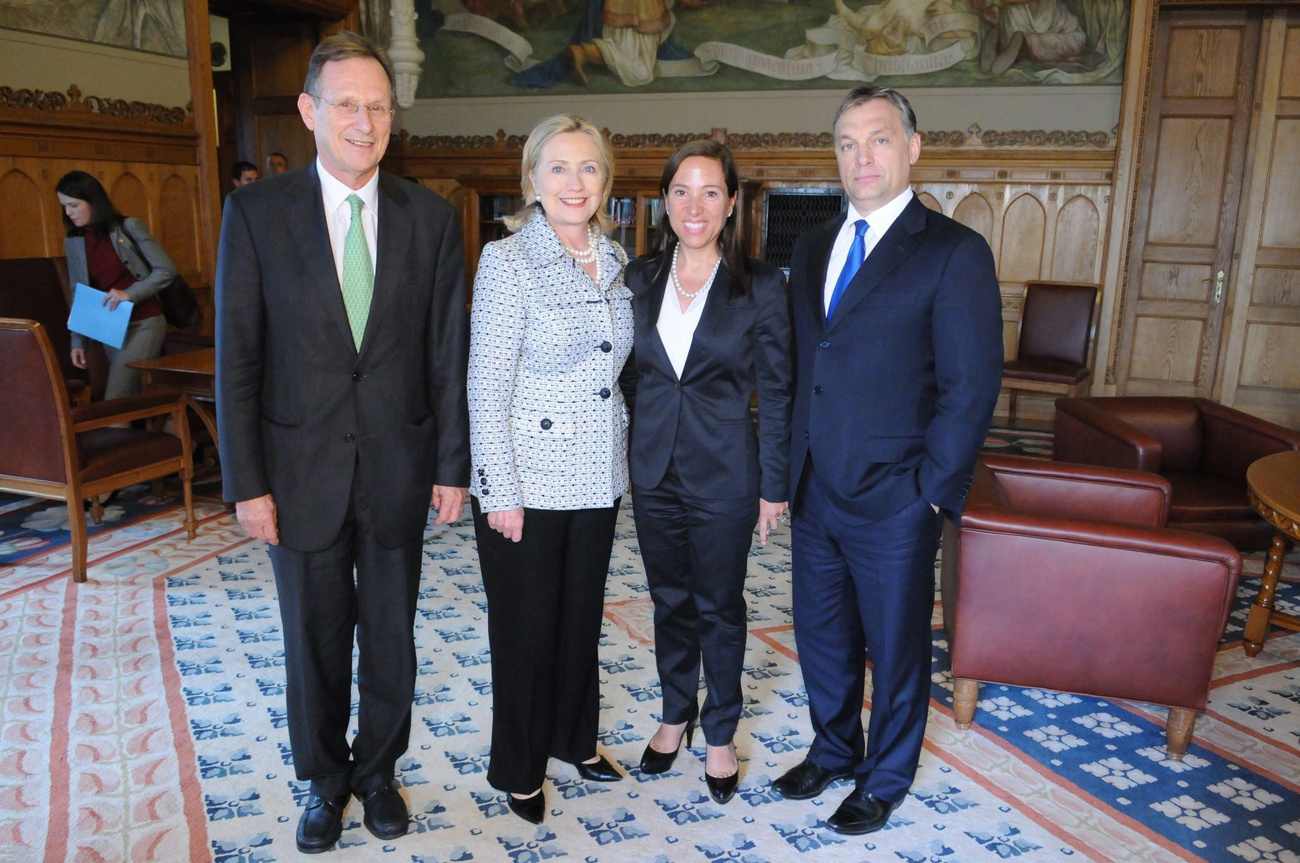
De gauche à doitre : l'ambassadeur György Szapáry, Hillary Clinton, Eleni Tsakopoulos Kounalakis et Viktor Orbán (2012)